# 吉本真二
吉本真二（よしもと しんじ、1909年7月17日 - 1996年2月26日）は日本の大蔵官僚。大臣官房調査企画課専門調査員、中小企業金融公庫監事、国立国会図書館専門調査員などを歴任した。

## 来歴
大阪府出身。1931年10月 高等試験行政科に合格。東京帝国大学経済学部経済学科卒業。1932年 大蔵省入省。理財局属。1934年2月 宇治山田税務署長。1948年7月5日 理財局調査部次長。1949年6月1日 大臣官房調査部専門調査員。1952年8月1日 大臣官房調査課専門調査員。1961年12月31日 退官、中小企業金融公庫監事。1972年4月 国立国会図書館専門調査員。1996年2月26日 心不全で死去。

## 職歴
- 1932年4月：大蔵省入省。
- 1934年2月：宇治山田税務署長。
- 1935年6月：内閣・資源局事務局総務部。
- 1937年10月：内閣・企画院事務局財務部。
- 1938年6月：大臣官房財政経済調査課 兼 為替局。
- 1940年12月：東京税務監督局会社監査部長。
- 1941年7月：東京財務局経理統制部長。
- 1942年11月：東京財務局監理部長。
- 1943年11月：大臣官房営繕課。
- 1945年6月：大臣官房営繕課大阪地方支部長。
- 1945年9月：大臣官房営繕課。
- 1945年11月：外資局。
- 1946年2月：理財局。
- 1948年7月5日：理財局調査部次長。
- 1949年6月1日：大臣官房調査部専門調査員。
- 1952年8月1日：大臣官房調査課専門調査員。
- 1961年12月31日：退官。